# IGES

Логотип проекту IGES від Національним інститутом стандартів та технологій

IGES (вимовляється: ай-джес, Digital Representation for Communication of Product Definition Data (укр. цифрове подання для обміну даними які визначають продукт) - двовимірний/тривимірний векторний формат графіки; використовується багатьма CAD-програмами.
Вперше опублікований у січні 1980 року Національним інститутом стандартів та технологій (США), з кодом NBSIR 80-1978. Багато документів (наприклад, ранні версії Стандартів Захисту MIL-PRF-28000 та MIL-STD-1840) посилаються на нього як на ASME (Американське товариство інженерів-механіків) Y14.26M, позначення Американського національного інституту стандартів, яка схвалила IGES версії 1.0.
За допомогою IGES, в CAD можна передавати моделі кругових діаграм, каркасів моделей, поверхонь будь-якої форми або подання суцільних моделей. Додатки, що підтримують IGES, включають в себе інженерну графіку, аналітичні моделі та інші виробничі функції.

## Історія
Проєкт IGES було розпочато у 1979 р. групою CAD-користувачів і постачальників, включаючи Boeing, General Electric, Xerox, Computervision і Applicon, за підтримки Національного інституту стандартів і технологій США (зараз — NIST), та Міністерством оборони США. Назва ретельно вибиралася, щоб уникнути будь-яких натяків на стандарти баз даних постачальників CAD-систем, що конкурували. З 1988 р. Міністерство оборони вимагало, щоб вся цифрова Виробнича Інформація Продукту (англ. Product Manufacturing Information (PMI) для збройових систем (інженерна графіка, діаграми та інше) була переведена в IGES формат. Надалі будь-які постачальники CAx програмного забезпечення, які бажали запропонувати свій продукт Міністерству Оборони США та його партнерам, мали організувати підтримку читання та запису файлів формату IGES. Будучі ANSI-стандартом з 1980 р., IGES згенерував достатньо даних, щоб заповнити ними сховища з касетами й CD-дисками цифрової Виробничої Інформації для автомобільної, аерокосмічної та суднобудівної індустрій, а також для систем озброєння починаючи з систем управління ракетами типу Трайдент авіаносці. Ці частини моделей повинні були використовуватися ще багато років після того, як автори початкового дизайну вийшли з бізнесу, і IGES-файли будуть давати можливість доступу до цих даних ще десятиліття. Сьогодні плагіни для браузерів підтримують перегляд IGES-файлів, створених 20 років тому, з будь-якої точки світу. Після першого релізу STEP (Стандарт STEP ISO 10303) у 1994 р., інтерес до подальшої розробки IGES згас, і версія 5.3 (1996) була останнім випущеним стандартом. Десять років по тому, STEP виконала свою обіцянку замінити IGES, що залишився найбільш широко використовуваним CAx та PMI стандартом взаємодії.

## Формат файлів
IGES-файл складається з 80-символьних ASCII-записів (довжина запису походить з ери перфокарт). Текстові рядки представлені у «Холерит» форматі — число символів у рядку, плюс літера «Н» і сам рядок. Приклад — "4HSLOT" (аналогічний формат текстових рядків був у мові Фортран). Ранні IGES-транслятори мали проблеми з комп'ютерами IBM, що використовували EBCDIC-кодування тексту, так що деякі EBCDIC-ASCII перекладачі замінювали символи неправильно або неправильно ставили біт парності, викликаючи проблеми з читанням. Розглянемо дуже короткий IGES-файл 1987 року, що включає в себе лише сутності пари точок (POINT, тип 116), пари півкіл (CIRCULAR ARC, тип 100) і двох ліній (LINE, тип 110).
```
                                                                        S      1
1H,,1H;,4HSLOT,37H$1$DUA2:[IGESLIB.BDRAFT.B2I]SLOT.IGS;,                G      1
17HBravo3 BravoDRAFT,31HBravo3->IGES V3.002 (02-Oct-87),32,38,6,38,15,  G      2
4HSLOT,1.,1,4HINCH,8,0.08,13H871006.192927,1.E-06,6.,                   G      3
31HD. A. Harrod, Tel. 313/995-6333,24HAPPLICON - Ann Arbor, MI,4,0;     G      4
     116       1       0       1       0       0       0       0       1D      1
     116       1       5       1       0                               0D      2
     116       2       0       1       0       0       0       0       1D      3
     116       1       5       1       0                               0D      4
     100       3       0       1       0       0       0       0       1D      5
     100       1       2       1       0                               0D      6
     100       4       0       1       0       0       0       0       1D      7
     100       1       2       1       0                               0D      8
     110       5       0       1       0       0       0       0       1D      9
     110       1       3       1       0                               0D     10
     110       6       0       1       0       0       0       0       1D     11
     110       1       3       1       0                               0D     12
116,0.,0.,0.,0,0,0;                                                    1P      1
116,5.,0.,0.,0,0,0;                                                    3P      2
100,0.,0.,0.,0.,1.,0.,-1.,0,0;                                         5P      3
100,0.,5.,0.,5.,-1.,5.,1.,0,0;                                         7P      4
110,0.,-1.,0.,5.,-1.,0.,0,0;                                           9P      5
110,0.,1.,0.,5.,1.,0.,0,0;                                            11P      6
S      1G      4D     12P      6                                        T      1

```

Файл розділений на 5 секцій, позначених літерами (S, G, D, P або T) у стовпчику 73. Характеристики та геометрична інформація для кожної сутності поділені між двома секціями; одна — у форматі фіксованої довжини (Directory Entry, або DE секція), інша у складовій запису, з фіксованою точкою (Parameter Data, або PD секція). При відображенні ми повинні бачити дві жовті крапки, одна з яких на початку координат [0,0,0], два червоні півкола і дві зелені лінії.

## Рекурсивний стандарт
Одна з унікальних характеристик стандарту IGES — це те, що він був першим ANSI-стандартом, що документується за допомогою самого себе. З версії 4.0, всі технічні ілюстрації для друкованої версії стандарту генерувалися з IGES-файлів. Електронна система верстки (LaTeX) інтегрує растрові зображення, згенеровані з IGES файлів з PostScript, що посилаються на лазерний принтер, так що текст і зображення друкуються на одній сторінці для подальшого використання як готова комерційна публікація. Починаючи з IGES версій 5.2 і 5.3 (найостанніші версії, схвалені ANSI) стандарт став доступний як PDF-документ.
Багато ілюстрацій (усі вони відповідають набору інженерних креслень Міністерства оборони MIL-D-28000 IGES) використовують сутності, які вони описують, наприклад, ілюстрацію СУБ’ЄТКИ (СТРІЛКА) (тип 214) який можна використовувати як тестовий приклад для розробників перекладача, оскільки він містить усі 12 стилів стрілок, визначених стандартом. Ці приклади файлів WYSIWYG можна відрізнити за літерою «F» і «X» у назві файлу (наприклад, f214x.igs[12]), і члени спільноти IGES називають цю бібліотеку X-файлами IGES.
Ось один із прикладів малюнків, Малюнок 2 із Додатка A (fmeparte.igs[13]), який з’являється в кожній версії IGES, починаючи з Версії 3.0. Він використовує лінійні, кутові та ординатні розміри, а також приклади як кругових, так і конічних дуг. Зазвичай це перша частина, яка використовується під час тестування перекладача IGES, оскільки стандарт містить зображення того, як він має виглядати.